# アプト・スポーツライン

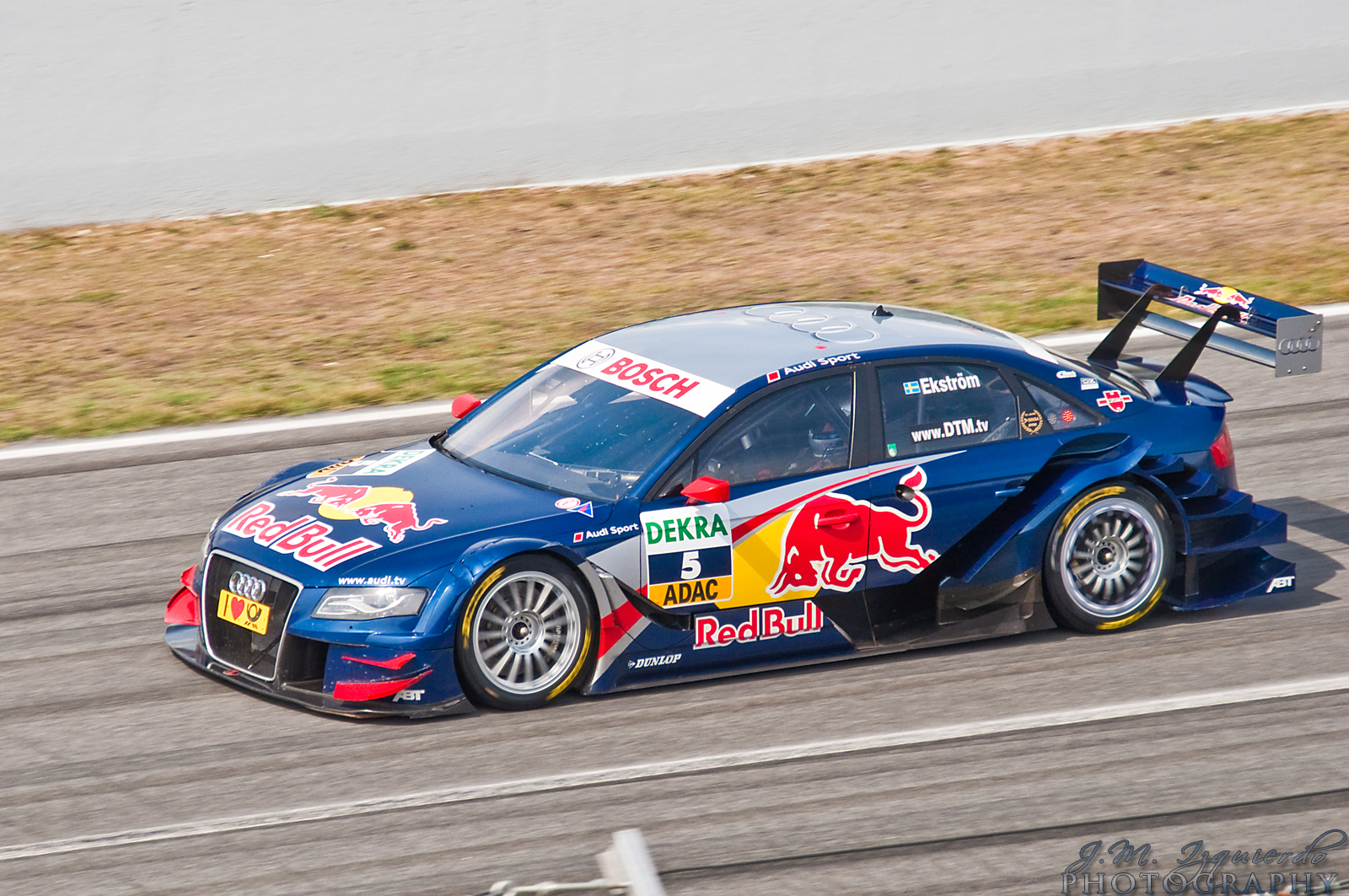
アウディ・A4 DTM（2009年）

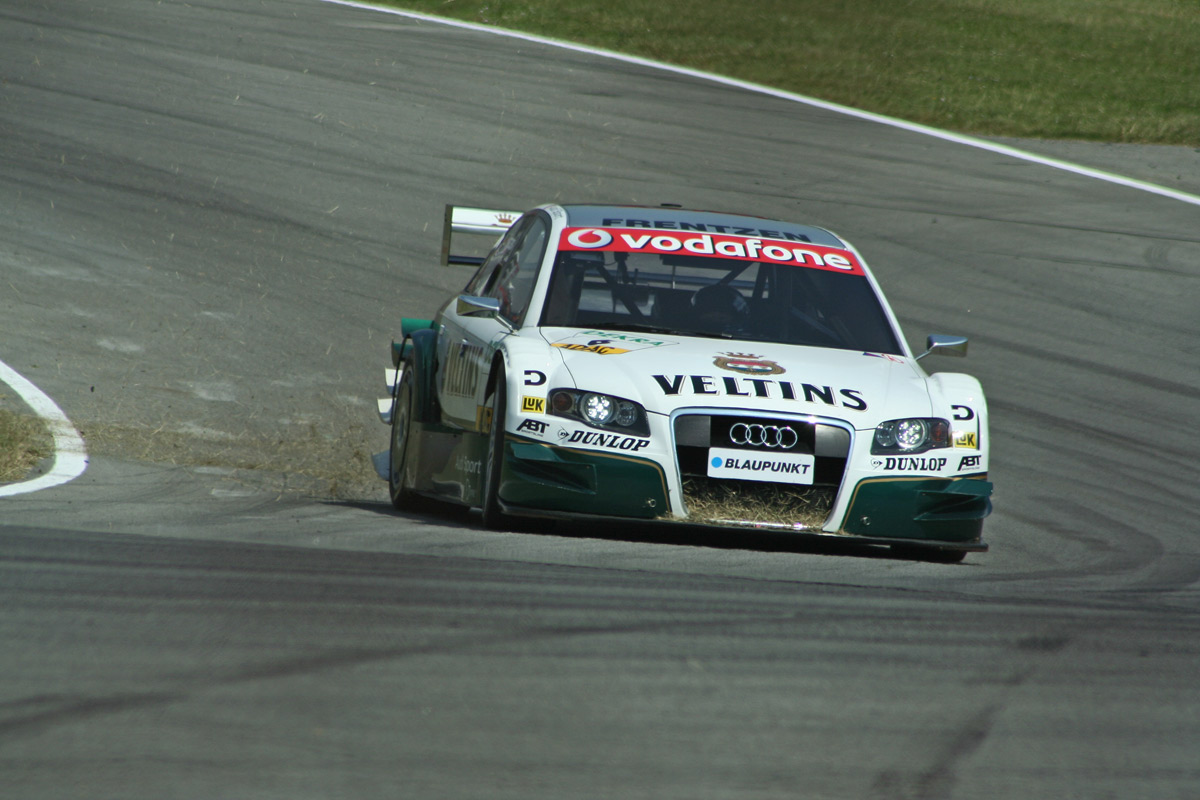
ハインツ＝ハラルド・フレンツェンがドライブするアウディ・A4 DTM（2006年）

アプト・スポーツライン（Abt Sportsline GmbH）は、ドイツ・バイエルン州ケンプテンに拠点を置くレーシングチームおよびチューニング会社である。主にアウディとフォルクスワーゲングループのブランド（フォルクスワーゲン、シュコダ、セアト）を取り扱う。スポーツタイプのサスペンション、エンジン出力のアップグレード、軽量ホイール、空力コンポーネント変更などを行っている。

## 歴史
ヨハン・アプト（1935年12月生）は、家業の蹄鉄製造を継ぎ、1970年までアバルトのファクトリーチームに所属しオートバイレースやヒルクライムに参加していた。彼は後に自らのチームでレースに参加し、「トロフィー・ド・ラヴニール」やその他のシリーズで勝利を挙げた。ヨハン・アプトの父は、1896年に最初のアプト社（Auto Abt）を設立した。
1991年、アプト・スポーツライン GmbH が設立された。
ヨハンは2003年に死去し、100名以上の従業員を抱える会社は息子のハンス＝ユルゲン・アプト（1962年生）とクリスチャン・アプトの兄弟によって経営が引き継がれた。2011年以来、ハンス＝ユルゲン・アプトが会社を経営している。

## レース活動

### ツーリングカー
1999年、クリスチャン・アプトがアウディ・A4でドイツ・スーパーツーリング選手権でタイトルを獲得した後、翌年からドイツツーリングカー選手権（DTM）へアウディのセミワークスとして参戦した。2000年はアプト・アウディ・TT-Rの開発時間の不足もあったが、2002年にローレン・アイエロがドライバーズタイトルを獲得した。
2003年、前年のADAC VWルポ・カップシリーズのタイトルを獲得した19歳のペーター・テルティングにTT-Rをドライブするチャンスを与えた。アプトはこのような試みに活発である。
その後もDTMで2004年、2007年、2008年、2009年にタイトルを獲得するなどドイツのレースシリーズで活躍した。2004年以来、アウディスポーツ・チーム・アプト・スポーツラインの名前で、アウディのワークスチームとなった。

### フォーミュラE
2014年から新たに始まったフォーミュラEに、アウディスポーツ・アプト・フォーミュラEチームとしてルーカス・ディ・グラッシとダニエル・アプトを擁して2014-15年シーズンに参戦した。2016-17年にディ・グラッシがドライバーズタイトルを、2017-18年にチームタイトルをそれぞれ獲得している。
2015-16年からは、チーム名を「アプト・シェフラー・アウディ・スポーツ」へ変更して参戦。2017-18年以降はアウディのワークスチームとして「アウディスポーツ・アプト・シェフラー」へ変更しエントリーした。
2020年5月23日、新型コロナウイルスの影響で中断されていた2019-20年シーズンの代替レースとして開催された「フォーミュラEレース・アット・ホーム・チャレンジ」第5戦において、重大な不正行為を行い失格となった身内のダニエル・アプトに対してアウディは、契約解除という厳格な処分を下すことを発表した。その後チームは、再開後の6戦並びに翌2020-21年に向けアプトの後任として、DTMなどで活躍するレネ・ラストを起用すると発表した。
2021年限りでアウディがフォーミュラEから撤退したため2021‐22年の参戦は無かったが、2022‐23年シーズンから復帰した。セアトのブランド名であるクプラと提携し、チーム名を当初の「チーム・アプト」から「アプト・クプラ・フォーミュラEチーム」へ変更して参戦した。パワートレインはマヒンドラを使用。
2024年-25年よりローラ・カーズとヤマハ発動機から新たにパワートレインの供給を受け、チーム名を「ローラ・ヤマハ・アプト・フォーミュラEチーム」へ変更して参戦する。

## アフターマーケット
アプトはレースで培った技術を一般車にうまくフィードバックさせ、フォルクスワーゲングループの車種（アウディ、セアトを含む）のチューナーとして成功を収めている。標準モデルよりも空力性能を高めたボディキットの、フロントリップスポイラー、サイドスカート、テールゲートに取り付けられたスポイラー、アプトブランドのフロアマット、アルミホイール、ミラーキャップ、スポーツスプリング、スポーツエキゾーストシステムなどがある。

## 代表車種

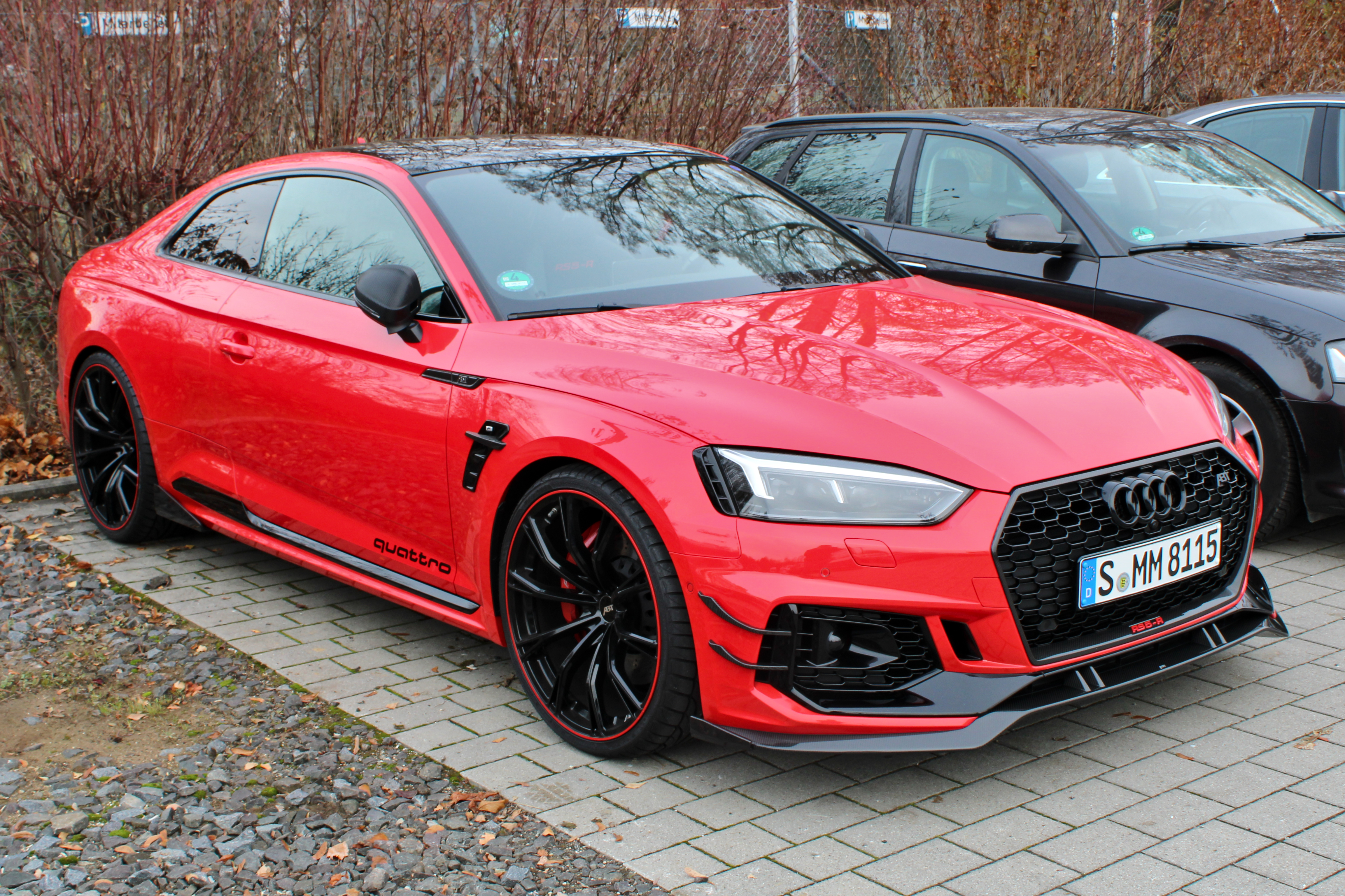
アプト・アウディ・RS5-R

- AS4-R - アウディ・A4 B7 アバントを高度にチューニングした車種。RS4-Rはツインターボを装着した2.7リッターV6エンジンを搭載し、6800rpmで480 hp (358 kW)、3300rpmでトルク417 lb⋅ft (565 N⋅m)を発生する。「Modified Luxury & Exotics」誌はAS4-Rを「重要な変更が届けられた」「ハンドリングはおもちゃのようだ...」と評している[9]。
- TT-R - アウディ・TT2代目をスーパチャージャー化したもの。
- R8-R - R8の4.2リッターV8エンジンをスーパーチャージャー化し530 hp (395 kW)を発生する。
- R8 GT R - 高度にチューニングされたR8で、アプトの言う「公道のモータースポーツチャンピオン」であるV10エンジンを搭載する。搭載エンジンは5.2リッターV10エンジンで、出力は525 hp (391 kW)から620 hp (462 kW)に引き上げられる。多くの外装パーツがカーボンファイバーで作られ、車重は220 lb (100 kg)軽量化された。内装もレーシングカーの様に変更され、シート、消火器、4点式シートベルト、ロールバー、レース用ステアリングを特徴とする。その他の様々な変更によって、R8を高性能で公道走行可能なレーシングカーにする[10]。

## 参照
1. ↑  “ABT Sportsline”.   ITR e.V.. 2013年11月5日時点のオリジナルよりアーカイブ。2013年11月2日閲覧。
2. ↑  “Formula E”.   audi-press.jp. 2020年2月4日閲覧。
3. ↑  “フォーミュラE：カナダでブエミ失速。ディ・グラッシが3代目王者に輝く”.   as-web.jp. 2020年2月4日閲覧。
4. ↑  “フォーミュラE：アウディが2点差で新チーム王者に。シリーズ最終戦は新王者ベルニュが制す”.   as-web.jp. 2020年2月4日閲覧。
5. ↑  “フォーミュラE：eスポーツ第5戦で“替え玉”が発覚。アプトが失格と罰金1万ユーロを科される”.   as-web.jp/. 2020年5月31日閲覧。
6. ↑  “フォーミュラE：バーチャルで“替え玉”を使ったダニエル・アプトがアウディのシートを失う”.   as-web.jp/. 2020年5月31日閲覧。
7. ↑  “フォーミュラE：DTM王者レネ・ラストがアウディのマシンを初ドライブ「ベルリンでのレースが楽しみ」”.   as-web.jp. 2020年2月4日閲覧。
8. ↑  “Long-Time Audi Partner Team ABT Returns to Formula E Grid”. The Race (2022年5月5日). 2022年5月9日時点のオリジナルよりアーカイブ。2022年5月5日閲覧。
9. ↑  Modified Luxury & Exotics RS4 Renaissance, PP. 88 to 94, By Colum Wood. Photos by Joost Demuynck. May 2007
10. ↑  “ABT R8 GT R – A Racecar for the Road”.   AudiSite.com. 2010年4月8日時点のオリジナルよりアーカイブ。2010年4月6日閲覧。